# ニコンミュージアム
ニコンミュージアムは、東京都品川区西大井のニコン本社ビル1Fに所在する、ニコン製品の企業博物館である。本社移転に伴い、2024年10月12日にリニューアルオープンとなった。利用無料、予約不要。
2017年7月の同社創立100周年を記念して開設。これまでのニコンの歴史や、数多くの製品、技術などを展示する初の施設となる。580平方メートルのスペースに、ニコンの歴代カメラをはじめ、顕微鏡、測定機、半導体露光装置などを展示する。 カメラメーカーが自社の製品を展示するミュージアムとしては国内初となる。
『ニコン党員』と呼ばれるニコンファンの間では、ここを訪れることを「ミュージアム詣で」と呼んでいる。

## 展示内容
A Century at Nikon 光と精密、100年の足跡
1917年の創業からの歴史を壁面に紹介。
合成石英ガラスインゴット
ニコンが製造する、半導体露光装置用に使われる大型の合成石英ガラスインゴットをミュージアムのシンボルとして設置。手で触れることも可能。
Theater 映像と音楽で振り返るニコンの100年
和田薫が作曲した交響組曲を和田自ら指揮したオーケストラ演奏に、ニコンの歴史や製品を織り交ぜた動画を上映する。
Universe of Nikon ニコンがひらく世界
プロジェクターと大型スクリーンを使って、ニコンが開発する先端の世界（人体や半導体）の映像が見られる。スクリーンの前にあるトラックボールを操作して映像を選択する。
Lens Laboratory レンズの実験室
写真家の監修により、低年齢層向けの映像を用いて、レンズがどういった働きをするかを体験できる、世代を問わず楽しめる実験スペース。
Spirit of Nikon 次の100年へ、受け継がれる精神
ニコンの100年の歴史の原点や光学ガラスや探照灯用反射鏡を展示。
トピックス展示
報道カメラ、試作品カメラ、写真画像電送装置、双眼鏡、メガネレンズなどを展示。
映像とニコン
「ニコンI型」から最新のデジタル一眼レフカメラまで、約450点のカメラとレンズを一堂に展示。関連エピソードや技術も解説。
産業とニコン
半導体製造装置や測定機器の展示。半導体製造に用いられる縮小投影型露光装置の稼働実演が見られる。
バイオ・医療機器とニコン
顕微鏡やマイクロスコープといった健康・医療分野の製品を展示。
宇宙とニコン
天体観測機器、スペースシャトルに搭載された宇宙用カメラ、人工衛星に搭載される光学機器などを、赤外線天文衛星「あかり」の模型とともに解説。

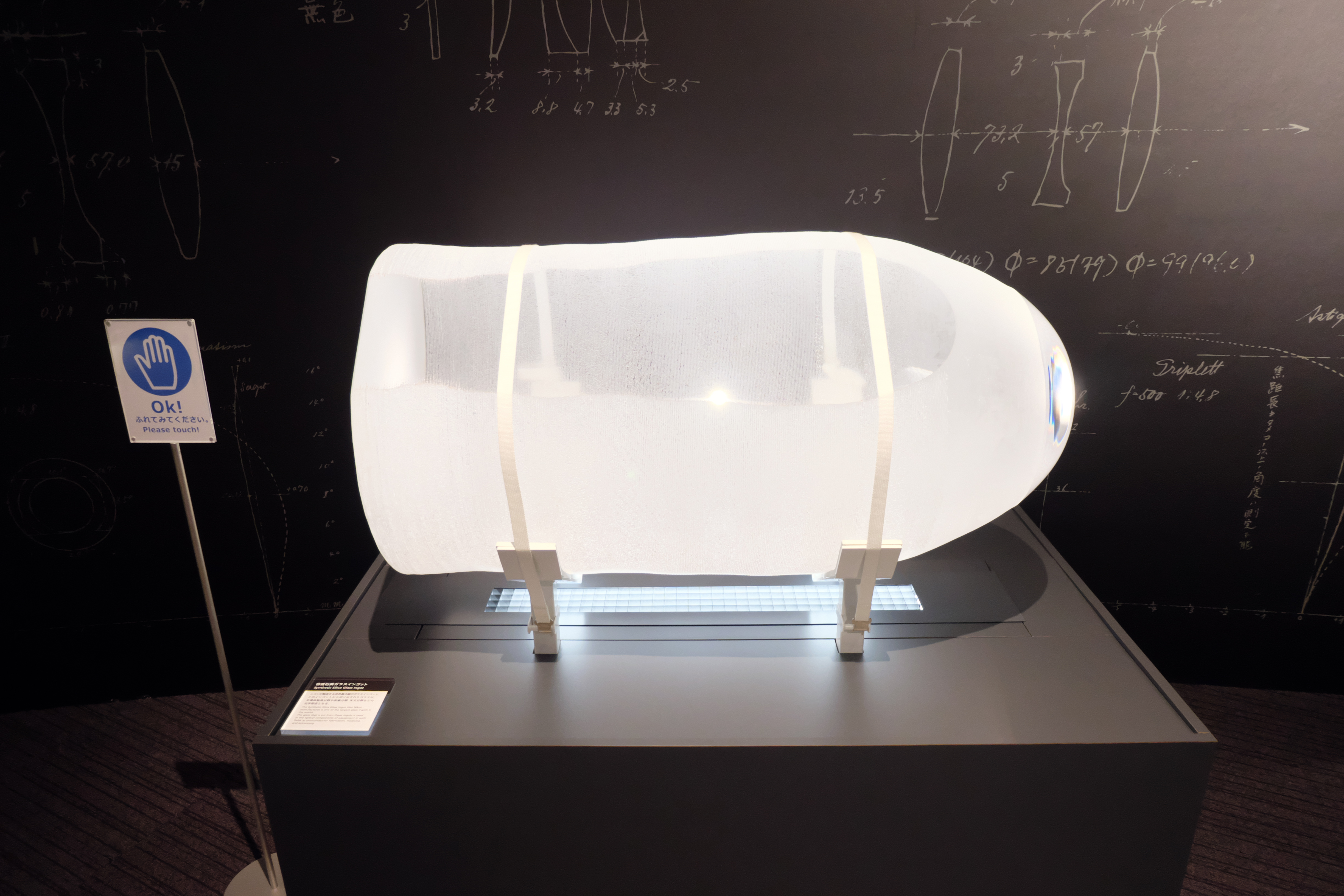
半導体露光装置用に開発された合成石英ガラスインゴット
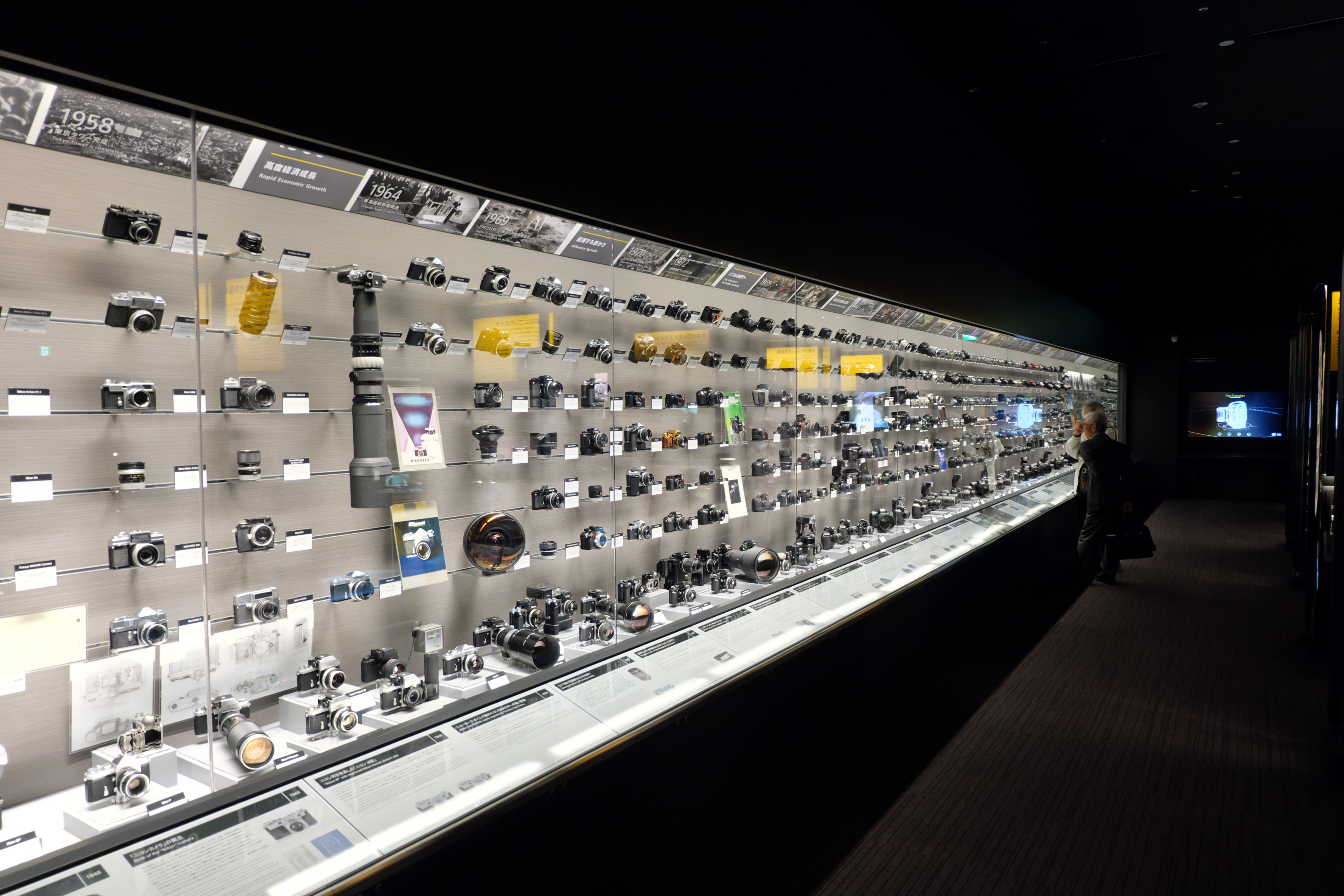
約450点の歴代のカメラの展示

## ミュージアムショップ
入り口そばに小規模なミュージアムショップを設置。自動販売機でチケットを購入して、インフォメーションに渡す。一口羊羹をはじめ、様々なミュージアム限定品も販売されている。